# Comuna Corunca, Mureș
Corunca (în maghiară: Koronka) este o comună în județul Mureș, Transilvania, România, formată din satele Bozeni și Corunca (reședința).

## Demografie
Componența etnică a comunei Corunca
     Maghiari (45,54%)
     Români (41,5%)
     Romi (1,2%)
     Alte etnii (0,48%)
     Necunoscută (11,28%)
Componența confesională a comunei Corunca
     Ortodocși (35,72%)
     Reformați (33,36%)
     Romano-catolici (8,17%)
     Greco-catolici (2,11%)
     Adventiști (1,84%)
     Unitarieni (1,7%)
     Martori ai lui Iehova (1,2%)
     Fără religie (1,16%)
     Alte religii (1,95%)
Conform recensământului efectuat în 2021, populația comunei Corunca se ridică la 4.407 locuitori, în creștere față de recensământul anterior din 2011, când fuseseră înregistrați 2.785 de locuitori. Cei mai mulți locuitori sunt maghiari (45,54%), cu minorități de români (41,5%) și romi (1,2%), iar pentru 11,28% nu se cunoaște apartenența etnică. Din punct de vedere confesional, cei mai mulți locuitori sunt ortodocși (35,72%), cu minorități de reformați (33,36%), romano-catolici (8,17%), greco-catolici (2,11%), adventiști (1,84%), unitarieni (1,7%), martori ai lui Iehova (1,2%) și fără religie (1,16%), iar pentru 12,8% nu se cunoaște apartenența confesională.

## Politică și administrație
Comuna Corunca este administrată de un primar și un consiliu local compus din 13 consilieri. Primarul, Szabolcs-István Takács[*], de la Uniunea Democrată Maghiară din România, este în funcție din octombrie 2020. Începând cu alegerile locale din 2024, consiliul local are următoarea componență pe partide politice:
|  | Partid                                 | Consilieri | Componența Consiliului | Componența Consiliului | Componența Consiliului | Componența Consiliului | Componența Consiliului | Componența Consiliului | Componența Consiliului |
|  | -------------------------------------- | ---------- | ---------------------- | ---------------------- | ---------------------- | ---------------------- | ---------------------- | ---------------------- | ---------------------- |
|  | Uniunea Democrată Maghiară din România | 7          |                        |                        |                        |                        |                        |                        |                        |
|  | Partidul Național Liberal              | 2          |                        |                        |                        |                        |                        |                        |                        |
|  | Uniunea Salvați România                | 2          |                        |                        |                        |                        |                        |                        |                        |
|  | Partidul Social Democrat               | 1          |                        |                        |                        |                        |                        |                        |                        |
|  | Alianța pentru Unirea Românilor        | 1          |                        |                        |                        |                        |                        |                        |                        |